# Life F35

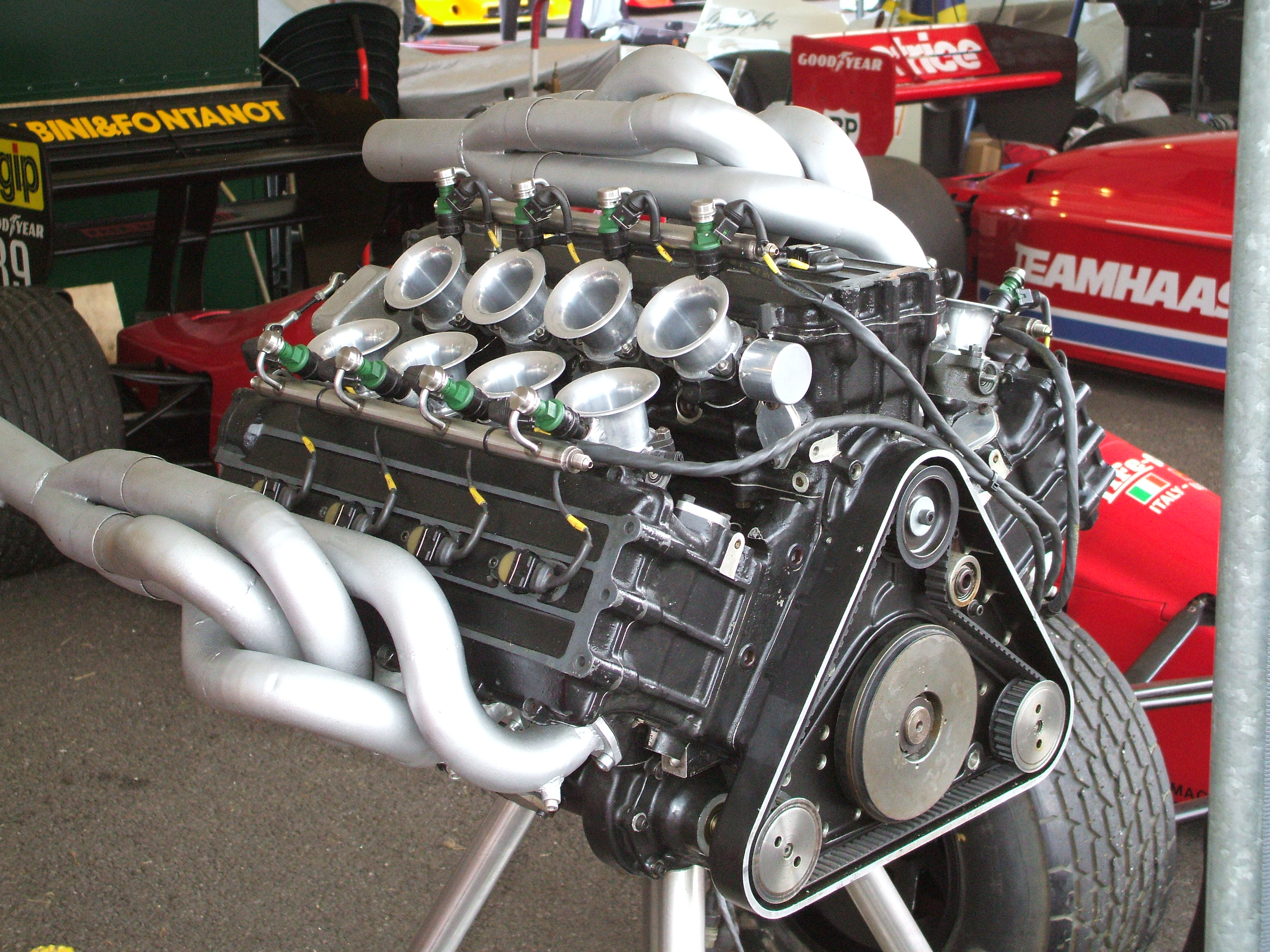
Life-F35-W-12-Motor

Der Life F35 (nach anderer Schreibweise: Life 3.5) ist ein Formel-1-Motor in W-Konfiguration, den das kurzlebige italienische Team Life Racing in der Formel-1-Weltmeisterschaft 1990 zu zwölf Großen Preisen meldete. Lifes Zwölfzylinder ist der bislang einzige im Rahmen von Weltmeisterschaftsläufen eingesetzte W-Motor. Hersteller und Team waren mit dem Motor überfordert. Der Life F35 war äußerst kompliziert und unausgereift und blieb weit hinter dem Leistungsniveau der konkurrierenden Motoren zurück. Life Racing qualifizierte sich mit ihm zu keinem Weltmeisterschaftslauf.

## Entstehungsgeschichte
Konstrukteur des Life 3.5 war der ehemalige Ferrari-Ingenieur Franco Rocchi (1923–1996). Er hatte den Motor nach dem Ausscheiden bei Ferrari 1980 in Eigenarbeit entworfen. Mit seinem W-12-Motor knüpfte Rocchi an eine W-18-Konstruktion an, die er in den 1960er-Jahren für Ferrari entwickelt hatte und von der ein Dreizylinder als Prototyp hergestellt worden war.

### Neue Saugmotor-Formel-1
Äußerer Auslöser für die Entwicklung von Rocchis W-12-Motor war die 1986 beschlossene Abkehr von Turbomotoren, die die Formel seit 1980 zunehmend dominiert hatten: Ab 1987 waren alternativ zu den bis dahin zeitweise obligatorischen Turbos wieder Saugmotoren mit nunmehr 3,5 Liter Hubraum zugelassen und ab 1989 durften nur noch Saugmotoren an den Start gehen. Auf der Suche nach einem möglichst effizienten Motorenkonzept entstanden ab 1987 bei Alfa Romeo, Cosworth, Ferrari, Honda, Judd, Lamborghini, Renault und Yamaha unterschiedlich ausgelegte Acht-, Zehn- und Zwölfzylindermotoren, bevor sich etwa 1989 der Zehnzylinder-V-Motor als die erfolgreichste Lösung herausstellte. In der Frühphase dieser neuen Saugmotorära gab es außerdem einige ungewöhnliche Konstruktionen, die sich letztlich nicht etablieren konnten. So baute Motori Moderni für Subaru und Coloni einen Zwölfzylinder-V-Motor mit einem Bankwinkel von 180 Grad, der – technisch unzutreffend – vielfach als Boxermotor bezeichnet wurde. Außerdem entstanden unabhängig voneinander zwei W-Motoren: Neben Franco Rocchi entwickelte auch der französische Ingenieur Guy Nègre eine Konstruktion mit Drehschiebern statt Ventilen, der einmal in einem AGS JH22 getestet wurde, aber keinen Weg in die Formel 1 fand.

### Kooperation von Franco Rocchi und Ernesto Vita
1988 verband sich Rocchi mit dem Geschäftsmann Ernesto Vita. Vita investierte in das Projekt und ermöglichte so den Aufbau von zwei Motorblöcken. Sein Ziel war es, den Motor gewinnbringend einem etablierten Formel-1-Team zur Verfügung zu stellen. Im Laufe des Jahres 1989 fanden sich aber keine Interessenten. Am intensivsten waren die Verhandlungen mit Enzo Coloni, der allerdings kostenlose Motoren verlangte, was den Interessen Rocchis und Vitas widersprach. Um das Projekt voranzutreiben und ihre Investitionen zu retten, entschieden sich Vita und Rocchi Ende 1989 für den Aufbau eines eigenen Formel-1-Teams, das die Wettbewerbsfähigkeit des W-Motors in der Praxis unter Beweis stellen sollte. Vita und Rocchi erhofften Rennerfolge, die letztlich doch noch größere Teams als Kunden anziehen würden.

### Promotion des W-12 im eigenen Team

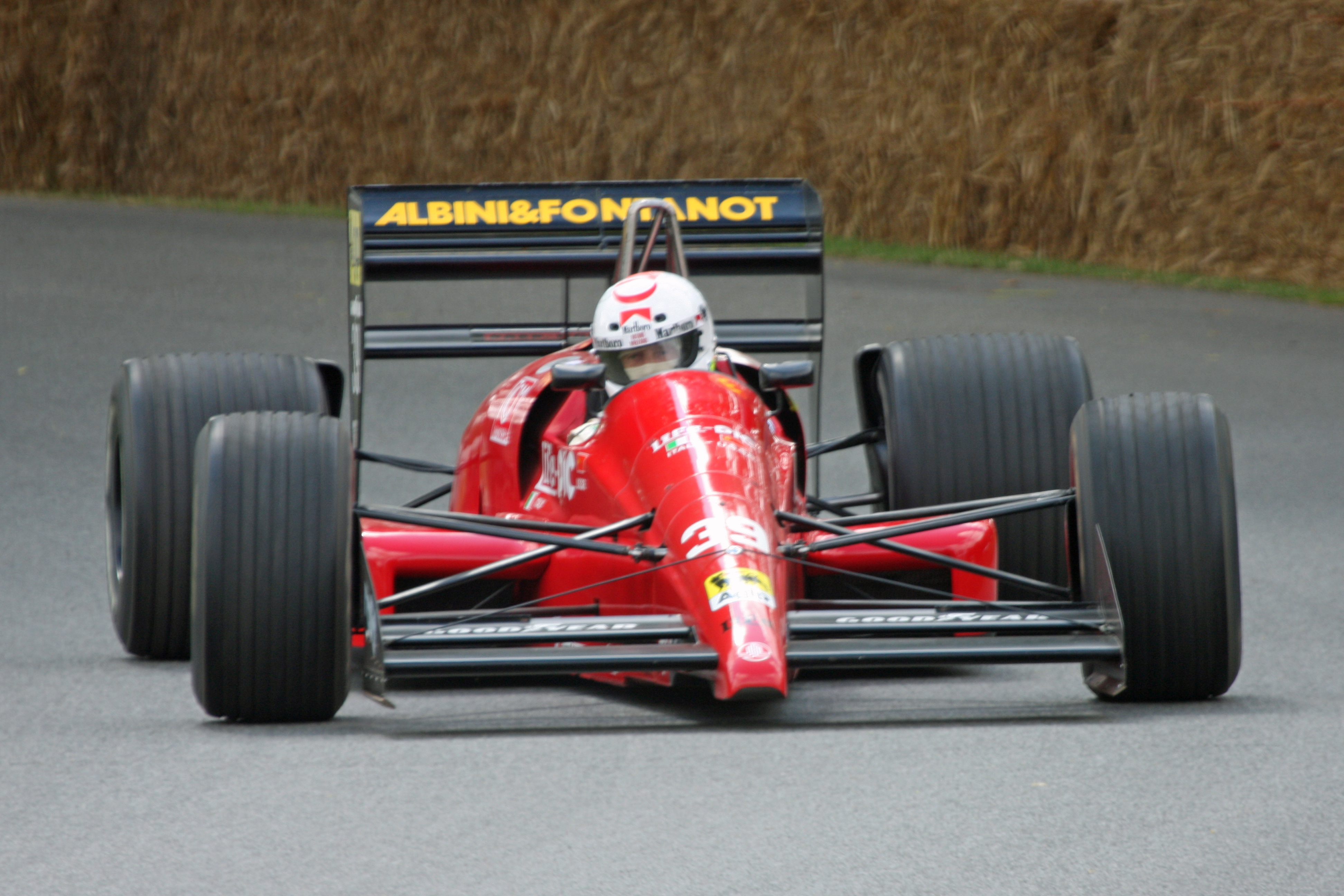
Einziges Auto mit Rocchis W-12-Motor: Life L190

Das daraufhin gegründete Team meldete sich als Life Racing zur Formel-1-Weltmeisterschaft 1990. Einsatzfahrzeug war der Life L190, ein umgebauter First F189, der bereits 1988 auf der Basis eines Formel-3000-Autos von March konstruiert worden war. (a) Der Life L190 wurde von Rocchis W-12-Motor angetrieben. Fahrer war anfänglich Gary Brabham, später Bruno Giacomelli. Life Racing war von Beginn an nicht wettbewerbsfähig und gehört zu den größten Misserfolgen der Formel-1-Geschichte. Die mangelnde finanzielle und organisatorische Ausrüstung des Teams, das schlecht konstruierte Chassis und der Motor waren gleichermaßen Schwachstellen. Der Motor erreichte nicht ansatzweise das Leistungsniveau der Formel 1 und war außerdem nicht belastbar. Wiederholt kam es bereits nach einer oder nach wenigen Runden zu einem Motorschaden. Rocchi war finanziell und logistisch nicht in der Lage, den Motor weiterzuentwickeln, sodass die Defizite bis in den Spätsommer 1990 hinein unverändert vorhanden waren.
Zum Saisonende ersetzte Life den eigenen W-12-Motor für die letzten beiden europäischen Rennen durch einen britischen Achtzylinder-V-Motor von Judd. Mit ihm überstand das Team die Vorqualifikation genauso wenig wie mit dem eigenen W-12.

## Konstruktion

### Grundmerkmale
Der Life F35 hat drei Zylinderbänke mit je vier Zylindern. Die Bänke stehen jeweils im Winkel von 60° zueinander. Der Hubraum beträgt 3493 cm³ (Bohrung × Hub: 81 mm × 56,5 mm). Jede Zylinder hat fünf Ventile, jede Zylinderbank zwei obenliegende Nockenwellen. Die Zündkerzen kamen von Champion. Der Motorblock ist lediglich 53 cm lang.
Die maximale Drehzahl wurde mit 13.500 Umdrehungen pro Minute angegeben. Das war nominell der höchste Wert aller Formel-1-Motoren der Saison 1990. Tatsächlich erreichte der Motor auf der Rennstrecke diesen Wert nicht ansatzweise. Bruno Giacomelli berichtete ein Jahrzehnt später, dass er auf höchstens 9500 Umdrehungen pro Minute kommen durfte.

### Leistung
Werksseitig machte Life Racing keine Angaben zur Leistung des Motors. Unabhängige zeitgenössische Autoren gaben Schätzungen im Bereich von 600 PS ab. Giacomelli bezifferte die Leistung des Motors rückblickend auf lediglich 360 PS. Das ist weniger als die Leistung eines zeitgenössischen Formel-3000-Motors. Giacomellis Angaben zugrunde gelegt, brachte Rocchis W-12-Motor damit nur die Hälfte der Leistung des Honda RA100E, den McLaren 1990 einsetzte.

### Defizite
Neben der geringen Leistung waren seine sperrige Bauform und seine mangelnde Haltbarkeit zentrale Probleme des Life F35.
Rocchi sah den Vorteil des W-12-Motors in seiner Kürze: Der W-Motor sei nicht länger als ein Achtzylinder-V8-Motor, könne aber die Leistung eines Zwölfzylindermotors bringen. Praktische Nachteile waren die große Bauhöhe und die Breite: Der Winkel zwischen den beiden äußeren Zylinderbänken belief sich auf 120°. Dem standen die V10-Motoren von Honda und Renault gegenüber, die einen Bankwinkel von lediglich 72° bzw. 67° hatten; der Bankwinkel von Ferraris V12-Motor betrug sogar nur 65°.
Der Life F35 hielt nur selten mehr als vier Runden am Stück, teilweise auch nur ein paar hundert Meter. Nach kurzer Betriebszeit ging der Motor regelmäßig kaputt. Ein zentrales Problem waren Bruno Giacomelli zufolge die Pleuel. Jahrzehnte später wurde ein fehlerhaft konstruierter Schmierkanal als eine wesentliche Ursache für die regelmäßigen Motorschäden identifiziert.

## Renneinsätze
Life Racing meldete den W-12-Motor im eigenen Auto zu den ersten zwölf Großen Preisen der Saison 1990. Bei keinem Großen Preis überstand der Life die Vorqualifikation. Mit Ausnahme des Saisonauftakts in den USA, wo Colonis C3B mit Subaru-Motor keine gezeitete Runde schaffte, war der Life immer das mit deutlichem Abstand langsamste Auto der Vorqualifikation. Auf die Qualifikation fehlten dem Life jeweils zwischen 13 Sekunden (Großbritannien) und 32 Sekunden (USA); der Rückstand auf die Poleposition betrug je nach Rennen 17 (Großbritannien) bis 37 Sekunden (USA). Vielfach durften die Fahrer nur die ersten drei Gänge benutzen, um den Motor nicht zu überlasten.

## Verbleib
Zu Beginn des 21. Jahrhunderts übernahm der französische Sammler Lorenzo Prandina den Life L190 einschließlich des W-12-Motors. Er ließ das Auto komplett restaurieren und auf die Version mit dem Rocchi-Motor zurückrüsten. Das fahrbereite Auto wurde 2009 beim Goodwood Festival of Speed öffentlich gezeigt. Dort legte der Life mehrere Runden am Stück aus eigener Kraft zurück.

## Resultate des Life F35
| Fahrer        | Chassis   | Startnr. | 1    | 2    | 3    | 4    | 5    | 6    | 7    | 8    | 9    | 10   | 11   | 12   | 13 | 14 | 15 | 16 | Punkte | WM |
| ------------- | --------- | -------- | ---- | ---- | ---- | ---- | ---- | ---- | ---- | ---- | ---- | ---- | ---- | ---- | -- | -- | -- | -- | ------ | -- |
| 1990          |           |          |      |      |      |      |      |      |      |      |      |      |      |      |    |    |    |    |        |    |
| G. Brabham    | Life L190 | 39       | DNPQ | DNPQ |      |      |      |      |      |      |      |      |      |      |    |    |    |    | 0      | –  |
| B. Giacomelli | Life L190 | 39       |      |      | DNPQ | DNPQ | DNPQ | DNPQ | DNPQ | DNPQ | DNPQ | DNPQ | DNPQ | DNPQ |    |    |    |    | 0      | –  |

| Legende  | Legende            | Legende                                                          |
| Farbe    | Abkürzung          | Bedeutung                                                        |
| -------- | ------------------ | ---------------------------------------------------------------- |
| Gold     | –                  | Sieg                                                             |
| Silber   | –                  | 2. Platz                                                         |
| Bronze   | –                  | 3. Platz                                                         |
| Grün     | –                  | Platzierung in den Punkten                                       |
| Blau     | –                  | Klassifiziert außerhalb der Punkteränge                          |
| Violett  | DNF                | Rennen nicht beendet (did not finish)                            |
| Violett  | NC                 | nicht klassifiziert (not classified)                             |
| Rot      | DNQ                | nicht qualifiziert (did not qualify)                             |
| Rot      | DNPQ               | in Vorqualifikation gescheitert (did not pre-qualify)            |
| Schwarz  | DSQ                | disqualifiziert (disqualified)                                   |
| Weiß     | DNS                | nicht am Start (did not start)                                   |
| Weiß     | WD                 | zurückgezogen (withdrawn)                                        |
| Hellblau | PO                 | nur am Training teilgenommen (practiced only)                    |
| Hellblau | TD                 | Freitags-Testfahrer (test driver)                                |
| ohne     | DNP                | nicht am Training teilgenommen (did not practice)                |
| ohne     | INJ                | verletzt oder krank (injured)                                    |
| ohne     | EX                 | ausgeschlossen (excluded)                                        |
| ohne     | DNA                | nicht erschienen (did not arrive)                                |
| ohne     | C                  | Rennen abgesagt (cancelled)                                      |
| ohne     | keine WM-Teilnahme |                                                                  |
| sonstige | P/fett             | Pole-Position                                                    |
| sonstige | 1/2/3/4/5/6/7/8    | Punktplatzierung im Sprint-/Qualifikationsrennen                 |
| sonstige | SR/kursiv          | Schnellste Rennrunde                                             |
| sonstige | *                  | nicht im Ziel, aufgrund der zurückgelegten Distanz aber gewertet |
| sonstige | ()                 | Streichresultate                                                 |
| sonstige | unterstrichen      | Führender in der Gesamtwertung                                   |